# 本田弘敏
本田 弘敏（ほんだ ひろとし、1898年9月22日 - 1981年10月18日）は、日本の実業家。東京ガスの社長や会長、日本ガス協会会長、東京商工会議所副会頭や日本社会人野球協会会長、日本バドミントン協会会長等を務めた。勲二等旭日重光章受章。

## 人物
1921年東京高等商業学校（のちの一橋大学）を卒業し、東京ガス入社。取締役供給部長、副社長等を経て、1953年社長就任。戦後の首都圏の都市ガス整備を行った
日本ガス協会会長、東京商工会議所副会頭や日本社会人野球協会会長、日本バドミントン協会会長、社団法人如水会理事長等も務め、1968年に勲二等旭日重光章受章。
1981年10月18日、肝不全のため東京女子医科大学病院で死去、享年83。築地本願寺で社葬が行われた。

## 略歴
- 1921年 東京高等商業学校（のちの一橋大学）卒業、東京瓦斯入社
- 1946年 東京瓦斯取締役供給部長
- 1951年 東京瓦斯副社長
- 1953年 東京瓦斯社長
- 1955年 日本ガス協会会長（第4代）
- 1963年 東京商工会議所副会頭
- 1964年 東京ターミナル（のちの世界貿易センタービル）社長 兼任
- 1965年 東京モノレール取締役 兼任
- 1967年 東京瓦斯会長 兼 日立運輸東京モノレール 取締役
- 1968年 勲二等旭日重光章受章
- 1971年 東京瓦斯取締役相談役
- 1974年 東京瓦斯相談役
- 1981年 死去